# D.H. Peligro
Darren Henley (San Luis, Misuri, 9 de julio de 1959-Los Ángeles, 28 de octubre de 2022), conocido por su nombre artístico D. H. Peligro, fue un cantante, baterista y guitarrista estadounidense, baterista de la banda de hardcore punk Dead Kennedys desde febrero de 1981 hasta su disolución en diciembre de 1986.

## Carrera musical
Apareció en los álbumes Plastic Surgery Disasters, Frankenchrist y Bedtime for Democracy, así como el EP In God We Trust y el recopilatorio Give Me Convenience or Give Me Death. También tocó brevemente con los Red Hot Chili Peppers (con quienes no grabó ningún disco), Nailbomb, Feederz, SSI y Lock Up, la primera banda de Tom Morello.
Peligro en el año 2001 se reincorporó a los Dead Kennedys sin su antiguo líder y cantante Jello Biafra a raíz de una denuncia civil contra este, acusándolo de retención de regalías y privilegios en las licencias de las canciones de Dead Kennedys.
DH Peligro es el cantante de su propia banda llamada Peligro (en español) y ha publicado tres discos: Peligro (publicado en 1995 sobre el sello de Biafra Alternativa Tentacles, pero retirado del catálogo en 2001), Welcome to America y Sum of Our Surroundings, que ganó el premio al mejor disco del año en los premios de la música independiente de los EE. UU.
Su sonido es conocido por ser una ecléctica combinación de punk, reggae, funk y heavy metal. DH Peligro también ha colaborado con distintas bandas como Reverend Jones and the Cool Aid Choir y Al Sharpton's Hair and the Hellions. Grabó en 1984 una versión punk rock de la canción "Purple Haze" de Jimi Hendrix, que fue nominada a un premio Grammy.
Aparece en una entrevista en el documental de 2003 Afro-Punk.
De acuerdo al sitio TMZ, el músico falleció debido a una combinación de fentanilo y heroína.